# Nina Rodrigues
Nina Rodrigues är en kommun i Brasilien.   Den ligger i delstaten Maranhão, i den nordöstra delen av landet, 1 400 km norr om huvudstaden Brasília. Antalet invånare är 12 467.
Omgivningarna runt Nina Rodrigues är huvudsakligen savann. Runt Nina Rodrigues är det glesbefolkat, med 17 invånare per kvadratkilometer.